# 長考
長考（ちょうこう）とは、特に囲碁や将棋のような思考型の対戦ゲームにおいて、次の一手を長く考えること。長考の中でも長い長考を大長考と呼ぶ。

## 概要
長い時間で多くの選択肢を考慮することにより最善手を模索できるが、持ち時間制の対局であれば残り時間を消費してしまう。また予想できていなかった手に対する対応としては、時間を消費させられているともいえる。相手は時間を消費せずに考えることが可能であり、コウ立てを数えるなど時間はかかるが後に有利となる対応を行える。
将棋には「長考に好手なし」という格言もあり、羽生善治は「長考に入るのは迷っている場合が多いため」としている。持ち時間が設定されていない、特に仲間内での勝負等の際は、マナー等の面においてあまり頻繁に長考しないほうが良いとされる。
将棋の最も長い大長考では2005年9月2日の順位戦で青野照市九段と堀口一史座七段の対局で、堀口の56手目に5時間24分がある。
囲碁の最も長い大長考では時間無制限では星野紀の16時間、持時間制では武宮正樹の5時間7分（本因坊戦挑戦手合、1988年）がある。
囲碁や将棋では明治以前には、明確な時間制限は無く、中断を挟みながら対局することが普通であった。
郵便将棋、郵便碁、通信チェスでは1日以上長考することが可能な仕組みになっている。